# Autochloris trinitatis
Autochloris trinitatis är en fjärilsart som beskrevs av Rothschild. Autochloris trinitatis ingår i släktet Autochloris och familjen björnspinnare. Inga underarter finns listade i Catalogue of Life.